# Phạm Mại
Phạm Mại (chữ Hán: 范邁), hay Phạm Tông Mại (范宗邁, ? - ?), hiệu: Kính Khê; là nhà thơ và là quan nhà Trần trong lịch sử Việt Nam.

## Tiểu sử
Phạm Mại là người hương Kính Chủ, huyện Giáp Sơn, phủ Tân Hưng; nay là xã Hoành Sơn, thị xã Kinh Môn, tỉnh Hải Dương.
Ông nguyên họ Chúc, tên Cố; sau Trần Nhân Tông (ở ngôi: 1285-1293) cho rằng họ Chúc không phải là họ lớn, mới cho đổi thành họ Phạm, còn tên Cố vì trùng với tên thầy học Nguyễn Sĩ Cố nên đổi thành Mại.
Theo tài liệu thì ba cha con ông đều hay thơ. Cha (không rõ tên) là nhà sư ở Phù Thạch (Hà Tĩnh), em là Phạm Ngộ (hay Phạm Tông Ngộ), làm quan đồng thời với ông .
Không rõ Phạm Mại có thi đỗ gì không, chỉ biết khi Trần Nhân Tông xuất gia (Kỷ Hợi, 1299), Phạm Mại và Phạm Ngộ đều được cử làm Thị nội học sinh để theo hầu .
Đầu đời Trần Minh Tông (ở ngôi: 1314-1323), Phạm Mại được cử đi sứ sang Nguyên (Trung Quốc) cùng với Nguyễn Trung Ngạn. Khi về nước, ông được làm chức Ngự sử trung tán, rồi lần lượt thăng đến chức Môn hạ sảnh đồng tri .
Theo sách Nam Ông mộng lục của Hồ Nguyên Trừng, khi Phạm Mại đang giữ chức Ngự sử trung thừa, thì bị cách chức trong vụ án Trần Quốc Chẩn . Sau khi Quốc Chẩn được minh oan, Phạm Mại mới được thăng làm Tham tri chính sự .
Khi ở Ngự sử đài, Phạm Mại nổi tiếng là người "cương trực dám nói, có phong cách của người bề tôi can ngăn ngày xưa" .

## Tác phẩm
Tác phẩm của Phạm Mại hiện chỉ còn 5 bài thơ luật Đường chép trong Toàn Việt thi lục và Việt âm thi tập, và một bài "Thiên thu kim giám phú" (Phú gương vàng nghìn thu).
Thơ Phạm Mại "thanh thoát, bay bướm, có thú thanh cao". Qua bài "Đề ẩn giả sở cư họa vận" (Hoạ vần bài thơ đề nơi ở của ẩn sĩ), và bài "Phỏng tăng" (Thăm sư) "đều có thể tưởng thấy được thái độ, tư cách của ông" . Bài "Thiên thu kim giám phú" nêu một lời răn cần thiết cho người làm vua: rút kinh nghiệm những tấm gương hưng phế trong lịch sử mà tìm ra con đường hay, đường đúng cho mình. 
Giới thiệu một bài:
| Phiên âm Hán-Việt: Phỏng tăng Bãi thoát trần trung bạ điệp mang, Tạm huề liêu lại phỏng tăng phường. Bích khê tuyết tịnh trà âu sảng, Hồng thụ phong đa trúc viện lương. Từ bộ yếu cùng chung nhật hứng, Thanh đàm vi giải thập niên cuồng. Thi thiền khám phá liêu quy khứ, Nhất lộ bồ hoa địch diệp phương. | Dịch nghĩa Thăm sư Thoát khỏi sự bận rộn về sổ sách văn thư ở cõi trần, Tạm dắt mấy người nha lại đến thăm chỗ của nhà sư. Suối biếc, tuyết sạch, ấm trà thanh sảng, Cây đỏ, gió nhiều, nhà trúc mát mẻ. Bước chậm rãi, muốn giữ hứng đến trọn ngày, Bàn chuyện thanh cao cốt giải thoát bệnh cuồng mười năm trước. Đã hiểu được chất thi vị của thiền, xin cáo biệt, Dọc đường đi, mùi hoa cói và lá sậy thơm tho. |

## Sách tham khảo
- Ngô Sĩ Liên, Đại Việt sử ký toàn thư (Tập 2). Nhà xuất bản Khoa học Xã hội. 1985.
- Phan Huy Chú, mục "Phạm Tông Mại" in trong Lịch triều hiến chương loại chí (Tập I, phần "Nhân vật chí"). Nhà xuất bản Khoa học Xã hội. 1992.
- Nguyễn Huệ Chi, mục từ "Phạm Mại" in trong Từ điển văn học (bộ mới). Nhà xuất bản Thế giới, 2004.
- Nguyễn Đăng Na (chủ biên), Văn học thế kỷ X-XV, mục từ "Phạm Mại". Nhà xuất bản Khoa học Xã hội, 2004.